# Massacro apalachee
Il massacro apalachee fu un episodio bellico costituito da una serie di raid portati avanti dai coloni inglesi nella provincia della Carolina e dai loro alleati indiani contro la popolazione pacifica degli indiani Apalachee nel nord della Florida spagnola, che ebbe luogo durante la guerra della regina Anna nel 1704. Davanti alla poca resistenza ispano-indiana, la rete di missioni locale venne distrutta e gran parte della popolazione venne uccisa o fatta prigioniera, inviata negli avamposti francesi o spagnoli o aderì volontariamente al governo degli inglesi.
L'evento principale di questa spedizione organizzata dal governatore della Carolina, James Moore, fu la battaglia di Ayubale che fu l'unico episodio di resistenza ai raid inglesi su vasta scala. Un numero significativo di apalachee, scontenti delle condizioni di vita sotto gli spagnoli, semplicemente abbandonarono i loro villaggi e si unirono alla spedizione di Moore. Si reinsediarono tra i fiumi Savannah e Ocmulgee, dove le condizioni di vita comunque migliorarono di poco.
Le razzie di Moore vennero precedute e seguite da altre razzie, condotte principalmente dai Creek alleati degli inglesi. L'effetto cumulativo di questi raid, condotti tra il 1702 ed il 1709, fu lo spopolamento della Florida spagnola entro i confini di St. Augustine e Pensacola.

## Antefatto
Gli sforzi inglesi e spagnoli per colonizzare il sudest del Nord America iniziarono a divenire problematici a metà del XVII secolo. La fondazione nel 1670 da parte degli inglesi di Charles Town (attuale Charleston (Carolina del Sud)) nella recente (1663) provincia della Carolina alzò le tensioni con la Florida spagnola. Commercianti, razziatori e schiavisti della nuova provincia penetrarono in Florida, portando così a razzie su ambo i fronti. Nel 1700, il governatore della Carolina, Joseph Blake, minacciò gli spagnoli con nuove pretese su Pensacola, città fondata dagli spagnoli nel 1698. La morte di Blake sul finire dell'anno interruppe questi piani, ma egli venne rimpiazzato nel 1702 da James Moore.

### La Florida
La popolazione spagnola della Florida a quel tempo era piuttosto misera se comparata alle vicine colonie inglesi. Sin dalla sua fondazione nel XVI secolo, gli spagnoli avevano stabilito una rete di missioni il cui proposito principale era quello di pacificare le locali popolazioni indiane e convertirle al cattolicesimo. Nella provincia Apalachee (più o meno corrispondente all'attuale Florida occidentale ed alla Georgia sudoccidentale) vi erano in tutto 14 comunità missionarie con una popolazione che nel 1680 aveva raggiunto gli 8 000 abitanti. Molte di queste comunità (anche se non tutte) erano popolate da indiani Apalachee; le altre erano abitate da altre tribù che erano migrate da aree meridionali. Dall'inizio del XVIII secolo la provincia Apalachee era divenuta una delle principali fonti di cibo per le città capoluoghi di St. Augustine e Pensacola, situate vicine a terre poco adatte per l'agricoltura.
Le popolazioni native della Florida non erano completamente soddisfatte del governo spagnolo; vi erano state diverse rivolte contro gli spagnoli nel XVII secolo. Gli indiani spesso erano stati forzati ad essere impiegati nelle guarnigioni o nelle piantagioni spagnole, inclusi i lavoratori di St. Augustine. Queste politiche sociali, unite a maltrattamenti da parte dei padroni spagnoli, avevano portato molti Apalachees a trasferirsi in Carolina che era governata dagli inglesi. La politica spagnola inoltre proibiva categoricamente agli indiani il possesso di moschetti, così da renderli sempre e comunque dipendenti dagli spagnoli per la loro protezione contro i creek, armati invece dagli inglesi.

## I raids prima del 1704
La notizia che la guerra di successione spagnola (nota in Nord America come guerra della regina Anna) aveva incluso anche l'Inghilterra giunse in Carolina nel settembre del 1702 ed il governatore Moore convinse l'assemblea provinciale in quello stesso mese a trovare i fondi per una spedizione contro St. Augustine. La spedizione fu un fallimento e vi furono delle rivolte a Charles Town per le spese sostenute. Uno degli elementi più significativi della spedizione di St. Augustine fu però la distruzione dei villaggi costieri della Provincia di Guale (attuale Georgia). Dopo la spedizione, il governatore della Florida José de Zúñiga y la Cerda ordinò alle rimanenti missioni delle province di Apalachee e Timucua di avvicinarsi per fini difensivi. Le missioni nella provincia di Mocama vennero consolidate a sud dal fiume St. Johns e quelle di Timucua a San Francisco de Potano. All'inizio del 1703 i creeks attaccarono San José de Ocuya e San Francisco de Potano, razziando anche Patali o Piritiba; è possibile che in quest'occasione più di 500 indiani siano stati schiavizzati.

## Ayubale
Nel 1703 l'ex governatore Moore presentò all'assemblea della Carolina ed al suo sostituto, Nathaniel Johnson, il piano per una spedizione contro le città spagnole della provincia di Apalachee. Egli promise che, a differenza di quella di St. Augustine, la colonia non avrebbe avuto costi per quella spedizione, attendendosi di recuperare quanto speso dalle razzie e dagli schiavi in loco. Il 7 settembre 1703, l'assemblea della Carolina approvò il piano, chiedendo a Moore di prestare "assistenza ai nostri allevatori ed agli altri nostri amichevoli indiani, e di attaccare gli Appalaches." Dopo aver reclutato 50 coloni, viaggiò nelle acque del fiume Ocmulgee dove reclutò altri 1000 creek per la spedizione contro i loro tradizionali nemici.

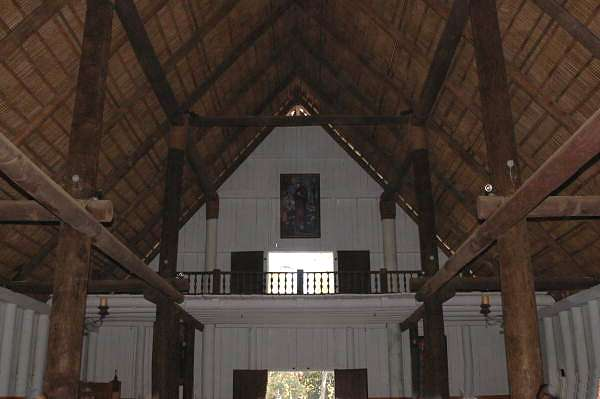
La ricostruita chiesa di San Luis de Apalachee; la chiesa di Ayubale aveva una struttura molto simile

Il 25 gennaio 1704, le forze di Moore giunsero ad Ayubale, una delle più grandi missioni del territorio Apalachee. Mentre i creek si dedicarono a razziare i villaggi circostanti, Moore prese con sé gran parte degli inglesi e 15 creek dirigendosi verso Ayubale attorno alle 7:00. L'unica resistenza locale era stata organizzata da padre Angel Miranda, il quale si ritirò nella chiesa locale che era stata circondata da un muro di fango. Con 26 uomini riuscì a tener testa agli inglesi per nove ore per poi arrendersi sul far della sera coi suoi uomini e 58 tra donne e bambini. Secondo il resoconto spagnolo, Miranda implorò la pietà di Moore, ma (sempre secondo alcuni resoconti, mentre in altri l'episodio non viene riportato) ucciso sul posto a sangue freddo dagli indiani alleati di Moore, così come alcuni dei suoi uomini vennero torturati e uccisi.
La notizia dell'attacco raggiunse San Luis de Apalachee, circa 24 km più a sud di Ayubale, dove il capitano Juan Ruíz de Mexía raccolse una forza di 400 apalachee e 30 cavalieri spagnoli. Questa forza si scontrò con quella di Moore ad Ayubale, ma venne decisamente sconfitta. Più di 200 apalachee rimasero uccisi o catturati quel giorno, oltre a tre spagnoli uccisi e otto catturati, tra i quali lo stesso Mexía che venne fatto prigioniero. Va evidenziato come 50 apalachee avessero disertato unendosi agli inglesi contro le forze spagnole durante lo scontro. Moore considerò dunque di attaccare il forte di San Luis, ma le sue forze avevano subito troppi feriti, e pertanto egli pensò di tentare una estorsione. Alcuni prigionieri spagnoli riuscirono a fuggire e pertanto egli rilasciò anche Miranda, Mexía e altri permettendo loro di andare a San Luis con la speranza che il comandante della locale guarnigione avrebbe pagato per gli altri. Ad ogni modo, il comandante si rifiutò di pagare.

## Altri raid nella provincia Apalachee
Dopo la battaglia di Ayubale, Moore continuò la sua marcia nel territorio Apalachee. Un villaggio, San Lorenzo de Ivitachuco, sopravvisse alle razzie quando il suo capo consegnò ai razziatori gli ornamenti d'oro della chiesa e un carro di rifornimenti. Moore si muoveva lentamente, dal momento che sapeva che molti apalachee erano intenzionati ad unirsi agli inglesi, ingrossando così le sue file. Secondo il suo rapporto, gran parte della popolazione dei sette villaggi razziati si unì a lui volontariamente.
Nel rapporto di Moore la spedizione stermino 1100 tra uomini, donne e bambini. Egli disse inoltre di aver "spedito all'esilio" 300 e di aver "catturato schiavi" per più di 4 300 persone, in gran parte donne e bambini. L'unica grande missione a sopravvivere fu quella di San Luis e San Lorenzo de Ivitachuco. Gli spagnoli dapprima cercarono di fortificare questi posti, ma vennero alla fine giudicati indifendibili ed abbandonati. I sopravvissuti si consolidarono ad Abosaya, ad est di San Francisco de Potano.
James Moore non chiamò per nome i luoghi che distrussero le sue forze. Lo storico Mark Boyd ha analizzato le fonti inglesi e spagnole che documentano i raid di more sulle missioni. Secondo la sua analisi, le seguenti missioni vennero distrutte:
- La Concepción de Ayubale
- San Francisco de Oconi
- San Antonio de Bacqua
- San Martín de Tomole
- Santa Cruz y San Pedro de Alcántara de Ychuntafun

Le autorità spagnole a St. Augustine ed a Pensacola mobilitarono le loro forze, ma Ayubale non tornò nelle loro mani sino a quando Moore non ebbe lasciato l'area, trovando molti cristiani bruciati vivi e molti di loro presentavano segni di torture. Malgrado le perdite, non abbandonarono né consolidarono immediatamente le missioni quando i raid erano ancora in atto, e gli apalachee sopravvissuti erano intenzionati a ritirarsi verso Pensacola per poi sopraffare gli inglesi.

## Gli ultimi raids
Per indebolire i raids di Moore, altre razzie vennero compiute nella Florida del nord, principalmente portati avanti dai creek. Nell'agosto del 1704, i creek distrussero la missione yustagana di San Pedro e San Mateo; un anno dopo attaccarono gli apalachee ad Abosaya. Altri attacchi contro Abosaya avvennero il mese successivo, promossi dai sopravvissuti di St. Augustine. Nella primavera del 1706, i razziatori creek assediarono San Francisco de Potano ed attaccarono il ranch di La Chua presso Abosaya; entrambi questi siti vennero abbandonati e Timucua venne virtualmente spopolata nel maggio del 1706. Secondo lo studioso apalachee John Hamm, tra i raids di More e quelli successivi, 2000 indiani vennero esiliati ed un numero imprecisato venne schiavizzato. Il governatore francese di Mobile, Jean-Baptiste Le Moyne de Bienville, scrisse che le razzie in Florida avevano portato alla morte di 2000 apalachees ed alla cattura di 32 spagnoli, 17 dei quali vennero bruciati vivi. Alla fine del 1706 la presenza degli spagnoli in Florida venne ridotta alle sole St. Augustine e Pensacola.

## Conseguenze
(Rapporto di James Moore)
Molti dei sopravvissuti si spostarono ad ovest e si insediarono presso l'avamposto coloniale francese di Mobile, altri invece si insediarono a St. Augustine od a Pensacola; Bienville riportò che circa 600 rifugiati si insediarono a Mobile. Gli apalachees presi prigionieri da Moore vennero reinsediati lungo il fiume Savannah o tra i creek presso il fiume Ocmulgee. Gli apalachee fuggiti vennero ricercati spesso dagli schiavisti ed in molti casi gli indiani presi come schiavi dovettero essere liberati su pressione del governo della Carolina.
Gli spagnoli risposero alle razzie incoraggiando i pirati a compiere dei raid contro le piantagioni costiere della Carolina. Negli anni successivi, i coloni inglesi continuarono a compiere delle razzie tra spagnoli e francesi in Florida e sulla costa del Golfo, ma non furono mai in grado di catturare St. Augustine, Pensacola o Mobile, i principali insediamenti spagnoli e francesi nell'area. Pensacola venne assediata per ben due volte dalle forze creek nel 1707, apparentemente col supporto dei coloni inglesi. Anche gli indiani supportati dagli inglesi compirono delle razzie nei territori ad ovest dominati dai francesi, ma l'intento inglese di assaltare Mobile non andò mai oltre il progetto; vi fu solo n raid su un villaggio presso Mobile nel 1709.

## Storiografia
In parte per i materiali frammentari, poco chiari e contraddittori sui raids, gli storici hanno scritto diversi resoconti su quanto realmente accaduto e sul numero di indiani realmente schiavizzati. Anche se Moore disse nel suo rapporto che un gran numero di apalachee erano stati schiavizzati, gli storici moderni credono che un numero significativo si siano uniti a Moore volontariamente, e quindi che non fossero schiavi. Vernon Crane, in The Southern Frontier, 1670–1732 (pubblicato originariamente nel 1929), accettava invece i numeri di Moore, e lo storico ottocentesco della South Carolina, Edward McCrady riportò invece solo 1400 apalachees prigionieri, dei quali solo 100 divennero poi schiavi. Lo storico Allan Gallay, in una analisi moderna, riporta che i raids del 1704 portarono tra u 2000 ed i 4000 schiavi indiani nelle mani degli inglesi.
Le opinioni a tal proposito sono così differenti sul fato degli indiani che ancora oggi non vi è chiarezza completa, ma un censimento del 1715 degli insediamenti presso il fiume Savannah contò poco più di 650 apalachees.